# チャイニーズ・ゴースト・ストーリー
『チャイニーズ・ゴースト・ストーリー』（原題：倩女幽魂、英題：A Chinese Ghost Story）は、1987年公開の香港映画。

## 概要
中国の古典小説『聊斎志異』の一説『聶小倩』（じょうしょうせん）を原作とした1960年製作のリー・ハンシャン監督による香港映画『真説チャイニーズ・ゴースト・ストーリー』（原題：倩女幽魂、英題：The Enchanting Shadow）をリメイクした作品。
本作の香港映画界に及ぼした影響は大きく、以後暫く類似の作品が多く製作されることになる。その中には本作のキャストを当用した、スピンオフ作品を思わせる紛らわしい物もあった。また、中国語圏で「聶小倩」を原作とするテレビドラマが幾度と製作されているが、本作での翻案部分からの影響が随所に見られる。
なお、1997年には本作製作者であるツイ・ハークにより、アニメーション作品『チャイニーズ・ゴースト・ストーリー スーシン』としてセルフリメイクされている。
2011年にはウィルソン・イップ監督がルイス・クーとリウ・イーフェイの主演により実写でリメイクした。2020年にはリン・ツェンザオ監督によるリメイクが中国で公開された。

## ストーリー
舞台は昔の中国。借金を集金するために旅をする書生の青年ニン・ツァイサンは郭北県へとやって来た。だが途中で雨に降られて借金の帳簿を濡らしてしまい、集金が出来なくなってしまう。無一文のニン・ツァイサンは仕方無くただで泊まれる宿を求めて蘭若寺へと向かう。寺に住む道士インに黙って寺に泊まるニン・ツァイサンだったが、蘭若寺は魔物が出るという曰く付きの場所だった。ニン・ツァイサンは寺に響く琴の音色に引かれて湖上の東屋に行き、そこで琴を奏でていた美女シウシンと出会った。

## スタッフ
- 監督：チン・シウトン
- 製作：ツイ・ハーク
- 製作総指揮：クローディー・チャン
- 脚本：ユエン・カイチー
- 美術：イー・チュンマン（英語版）
- 撮影：プーン・ハンサン（英語版）
- 音楽：ロメオ・ディアス（英語版）、ジェームズ・ウォン
- アクション監督：チン・シウトン
- 武術指導：フィリップ・コク（郭追）ラウ・チャンサン（劉志豪）ツイ・チョンソン（徐忠信）胡志龍

## 登場人物
ニン・ツォイサン（寧采臣）（ツァイサン）：レスリー・チャン
郭北県の宿屋に借金を集金するためにやって来た書生。善良で心のやさしい青年。宿賃に困り蘭若寺に泊まるが、琴の音色に引き寄せられ水上亭でシウシンと出会う。
シッ・シウシン（聶小倩）（スーシン）：ジョイ・ウォン
ツォイサンが水上亭で出会った美女。実は幽霊で一年前に悪漢に襲われて死亡している。蘭若寺の裏手に埋葬されたが遺骨をロウロウに握られ、男を誘惑する役目を負わされている。ツォイサンのことも最初は誘惑しようとするが、彼の人柄に惹かれて逃がそうとする。
イン・チェッハー（燕赤霞）：ウー・マ
蘭若寺に住む道士。元は高名な官吏だったが、役人の腐敗を嘆いて世を捨て隠者となる。剣と道術の達人。
ハーハウ（夏侯兄）：ラム・ウェイ
雨宿りしていたツォイサンが出会った青年。剣の達人で自分の金を盗んだ盗賊を追いかけ皆殺しにしてしまう。インに幾度となく勝負を挑んでいるようだが、大きすぎる野心が災いしてインに勝つことは出来ないでいる。インによって手傷を負わされ川辺で休んでいるところでシウシンと出会い、彼女に魅了された隙をロウロウに突かれてしまう。
ロウロウ（姥姥）：ラウ・シウミン
蘭若寺の近くの森に住む千年樹の妖怪。シウシンの遺骨の入った骨壷を押さえて言うことを聞かせ、彼女に男たちを誘惑させ、油断したところで精気を吸い取ってミイラにしてしまう。シウシンを黒山妖怪の花嫁にしようとする。

## キャスト
| 役名               | 俳優             | 日本語吹替            | 日本語吹替   | 日本語吹替 |
| 役名               | 俳優             | ソフト版              | フジテレビ版 |            |
| ------------------ | ---------------- | --------------------- | ------------ | ---------- |
| ニン・ツォイサン   | レスリー・チャン | 島田敏                | 水島裕       |            |
| シッ・シウシン     | ジョイ・ウォン   | 島本須美              | 冨永みーな   |            |
| イン・チェッハー   | ウー・マ         | 内海賢二              | 青野武       |            |
| ハーハウ           | ラム・ウェイ     | 谷口節                | 大塚芳忠     |            |
| ロウロウ           | ラウ・シウミン   | 磯辺万沙子            |              |            |
| 大魔王             |                  | 郷里大輔              | 郷里大輔     |            |
| 役不明またはその他 |                  | キートン山田 二又一成 |              |            |

- フジテレビ版：初回放送1990年8月11日『ゴールデン洋画劇場』

## 関連作品
オリジナル
- 真説チャイニーズ・ゴースト・ストーリー

続編
- チャイニーズ・ゴースト・ストーリー2
- チャイニーズ・ゴースト・ストーリー3

リメイク
- チャイニーズ・ゴースト・ストーリー スーシン……アニメ映画。
- チャイニーズ・ゴースト・ストーリー (2011年の映画)
- チャイニーズ・ゴースト・ストーリー (2020年の映画)

テレビシリーズ
- チャイニーズ・ゴースト・ストーリー（中国語版） 其の壱〜其の四
- 新チャイニーズ・ゴースト・ストーリー 其の壱〜其の四

（上記2篇は全40話からなる2003年のテレビシリーズ“倩女幽魂”を日本で短縮編集し2期に分けて全8巻として彩プロが発売したもの。主演はバービー・スー、ダニエル・チャン。聶小倩が妖狐であるなど設定・ストーリーは原作・映画と多くの点で異なるが、映画でレスリー・チャンの歌った主題歌“倩女幽魂”がダニエル・チャンの歌唱よってカヴァーされ使われている）
その他
- チャイニーズ・ゴースト・ストーリー/千年魔界大戦……本作の基になった『聊斎志異』の作者蒲松齢を主人公としたファンタジーアクション映画。

## その他
- 本作の評価は高く、第16回アヴォリアッツ国際ファンタスティック映画祭・審査員特別賞、第17回パリ国際ファンタスティック映画祭・審査員特別賞、第20回シトヘス国際ファンタスティック映画祭・審査員特別賞を受賞している。
- 郭北県という地名は現在の中国には実在しないが、四川省内江市東興区に郭北鎮という地名が、山東省済寧市鄒城市郭里鎮に郭北村という地名が存在する。